# Jamal Al-Qabendi
Jamal Al-Qabendi (Kazma, 7 aprile 1959 – 13 aprile 2021) è stato un calciatore kuwaitiano, di ruolo difensore.